# 羽萼悬钩子
羽萼悬钩子（学名：Rubus pinnatisepalus）是蔷薇科悬钩子属的植物。分布在台湾以及中国大陆的四川、贵州、云南等地，生长于海拔3,000米的地区，多生长在生山地溪旁以及杂木林内，目前尚未由人工引种栽培。

## 异名
- Rubus pinnatisepalus Hemsl. var. glandulosus Yu et L. T. Lu